# Wailekia
Wailekia es un género extinto de primates adapiformes, que vivió en el Eoceno Superior. El género está representado por una especie: Wailekia orientale, encontrada en la Formación Krabi, Tailandia.